# Claridad Post-Nut
La claridad post-nut es un término que describe la sensación de estar lúcido o mentalmente "reiniciado" después del orgasmo en la relación sexual o la masturbación. Sentimientos de disgusto hacia uno mismo, así como de culpa, también se han asociado con el término. También se ha documentado disgusto y arrepentimiento por el acto sexual o con la pareja sexual.